# Piedra rúnica de la máscara
La Piedra rúnica de la máscara, catalogada en Rundata como DR 66, es una pieza de granito de la Era vikinga, posiblemente del siglo XI descubierta en Aarhus, Dinamarca.

## Descripción
La piedra se hizo famosa por mostrar un grabado de una máscara y una inscripción rúnica describiendo una batalla entre reyes. No hay evidencias suficientes para esclarecer a qué batalla se refiere, pero se han propuesto como probables candidatas la Batalla de Svolder o la Batalla de Helgeå. El argumento sobre el sentido de la máscara es, según el Museo Moesgård, como probable intención de protegerse contra espíritus malignos.
Posiblemente, la piedra estuvo emplazada en algún lugar a lo largo de la carretera principal hacia Aarhus, al oeste, ya que se encontró entre otras muchas piedras rúnicas de la zona en edificios adyacentes a dicha carretera. En el caso de la piedra de la máscara, se descubrió cerca de Aarhus Mill, en la zona donde actualmente existe el parque de Mølleparken. La piedra está actualmente expuesta en el Museo Moesgård, cuyo logo se ha inspirado en la máscara.
El texto rúnico indica que la piedra se erigió como memorial a un hombre llamado Fúl por cuatro hombres que le honraron. La relación entre ellos se ha descrito como un félag, una iniciativa financiera conjunta entre socios.

## Inscripción

### En caracteres latinos
- kunulfR auk augutr auk aslakR auk rulfR risþu
- stin þansi eftiR ful fela(k)a sin iaR uarþ ( ) ...y-- tuþr
- þo kunukaR barþusk

### Ennórdico antiguo
- A GunulfR ok Øgotr/Øþgotr ok AslakR ok RolfR resþu
- B sten þænsi æftiR Ful, felaga sin, æR warþ ... døþr,
- C þa kunungaR barþusk.

### En castellano
- A "Gunnulfr y Eygautr/Auðgautr y Áslakr y Hrólfr levantaron
- B esta piedra en recuerdo de Fúl, su socio, que murió
- C cuando la lucha de reyes."[2]